# PO Coyo
PO.  COYO PT. hay thường được gọi là PO Coyo là một trong những công ty xe buýt đến từ Pekalongan, Trung Java. Xe buýt phục vụ hành khách từ Semarang đến Cirebon và cả Cirebon đến Malang. Đây cũng là một trong những công ty xe buýt lâu đời nhất ở Indonesia.

## Lịch sử
COYO trước đây có tên là TJOJO, bắt đầu hoạt động vào khoảng năm 1950 với đội xe vào thời điểm đó là Ford. Đã hình thành một tuyến xe buýt ở các tuyến Trung Java. Nhưng hiện tại lịch khởi hành của xe buýt Coyo không còn bận rộn như trước vì thiếu khách và nhường chỗ cho các phương tiện di chuyển khác như tàu hỏa hay phương tiện cá nhân.
Công ty này cũng gần như sụp đổ vì không có thành viên gia đình nào ở Indonesia muốn tiếp tục công việc kinh doanh của ông chủ.  Cuối cùng, con trai chủ ở Hoa Kỳ được gọi là Untung, để tiếp tục công việc kinh doanh. Theo chính chủ sở hữu cho biết tại sao không ai muốn tiếp tục kinh doanh lĩnh vực này, bởi kinh doanh vận tải hành khách cần vốn lớn nhưng lợi nhuận thu được nhỏ và vốn đã được hoàn lại lâu dài.

## Tuyến đường và các loại xe buýt
PO Coyo hiện phục vụ các tuyến ở một số thành phố trên Java, với hai loại xe buýt,  gồm:
- Semarang, Tegal, Cirebon - Điều hòa POTATO tiết kiệm
- Cirebon, Surabaya, Malang - Cấu hình ghế Super Executive 2-1

## Đội xe
PO Coyo hiện có hàng chục đội xe buýt, trong số đó gồm:

### Đội hiện tại
- Hino Motors
- Hyundai

### Đội cũ
- Ford
- Mercedes-Benz
- Mitsubishi